# David Clarenbach
David E. Clarenbach (sinh ngày 26 tháng 9 năm 1953) là một chính khách và nhà hoạt động đồng tính đảng Dân chủ Wisconsin, đã phục vụ chín nhiệm kỳ tại Quốc hội bang Wisconsin và là người phát ngôn tạm thời trong mười năm.

## Tuổi thơ và giáo dục
Clarenbach sinh ra ở St. Louis, Missouri và trải qua năm mẫu giáo tại thành phố New York trước khi cha mẹ chuyển đến Madison. Khi còn học trung học tại các trường công lập Madison, Clarenbach đã tham gia vào nỗ lực đưa đại diện học sinh vào Hội đồng trường Madison, và vào năm 1969, ở tuổi 16, ông đã dành kỳ nghỉ xuân để đăng ký cử tri ở vùng nông thôn Mississippi. Clarenbach học chính trị tại Đại học Wisconsin–Madison từ năm 1971 đến 1976. Ông là cháu trai của A. E. Frederick và con trai của đồng sáng lập Tổ chức Phụ nữ Quốc gia, bà Kathryn F. Clarenbach và Henry Clarenbach, một đại biểu của Eugene McCarthy.

## Đời tư
Clarenbach hiện làm cố vấn chính trị và sống ở Madison, Wisconsin. Ông đã từng là thủ quỹ chiến dịch cho Đại diện Nhà nước Chris Taylor.

### Tính dục và văn phòng chính trị
Clarenbach là người đồng tính công khai, mặc dù ông không công khai trong sự nghiệp chính trị của mình ở Madison. Ông nói với một phóng viên vào năm 2001, "Đó là một thời đại khác. Không có các quan chức bầu cử đồng tính công khai.... Ngay cả trong thành trì tự do của Madison, nó sẽ làm được nhiều hơn là nhướn mày. Tuy nhiên, tôi nghĩ thật an toàn khi nói rằng mọi thành viên của Cơ quan lập pháp và mọi thành viên của quân đoàn báo chí đều biết tôi là người đồng tính.... Sự đồng thuận chung là không xâm phạm vào cuộc sống cá nhân của một người." Ông từng làm cố vấn cho Đại diện Nhà nước đồng tính Tim Carpenter của Milwaukee. Trong những năm đầu tiên trong đời sống công khai và hoạt động, Clarenbach có mối quan hệ riêng tư với Jim Yeadon, quan chức được bầu chọn đồng tính công khai đầu tiên và ủng hộ quyền LGBT ở Wisconsin.